# Präfektur Ishikawa
Ishikawa (japanisch 石川県 Ishikawa-ken) ist eine Präfektur Japans. Sie liegt in der Region Hokuriku bzw. großräumiger Tōkai-Hokuriku, Hokuriku-Shin’etsu, Chūbu, Zentraljapan oder Westjapan auf der Insel Honshū. Sitz der Präfekturverwaltung und größte Stadt ist die kreisfreie Stadt Kanazawa.

## Geographie
Ishikawa liegt an der Küste des Japanischen Meeres. Die Hauptstadt der Präfektur, Kanazawa, liegt in der Küstenebene. Zur Präfektur gehören auch einige Inseln, darunter Noto-jima, Mitsukejima und Hegura-jima. Der nördliche Teil der Präfektur besteht aus der schmalen Noto-Halbinsel, während der südliche Teil breiter ist und hauptsächlich aus Bergen besteht.
Am 1. April 2012 waren 13 % der Gesamtfläche der Präfektur als Naturparks ausgewiesen, nämlich der Hakusan-Nationalpark, die Quasi-Nationalparks Echizen-Kaga Kaigan und Noto Hantō sowie fünf Präfektur-Naturparks.

## Wirtschaft
Die wichtigsten Industriezweige der Präfektur Ishikawa sind der Maschinenbau, die Textilindustrie und die Nahrungsmittelindustrie. Das sektorale Verhältnis lag 2019 bei 70,1 % für Maschinen, 6,3 % für Textilien und 6,2 % für Lebensmittel. Viele Unternehmen sind Marktführer in Japan wie z. B.  in den Bereichen Displays, PC-Peripheriegeräte, Flaschenabfüllmaschinen, Bearbeitungswerkzeuge und Textilmaschinen. In der Informationsdienstleistungsbranche steht die Präfektur Ishikawa landesweit an sechster Stelle bei der Zahl der Unternehmen pro Kopf.

## Tourismus
Das beliebteste Reiseziel in Ishikawa ist Kanazawa. Touristen können Ishikawa mit dem Flugzeug über den Flughafen Komatsu (小松飛行場, Komatsu Hikōjō) oder den Flughafen Noto (能登空港, Noto Kūkō) erreichen.
Beliebte Sehenswürdigkeiten sind:
- Senmaida-Reisfelder (白米千枚田)
- 21st Century Museum of Contemporary Art, Kanazawa (金沢21世紀美術館, Kanazawa Nijūisseiki Bijutsukan)
- Chirihama Nagisa Driveway
- Higashi-chaya-Viertel in Kanazawa
- Kunstmuseum der Präfektur Ishikawa
- Kaga-Viertel mit heißen Quellen
- Kenroku-en
- Berg Haku
- Shibayama-Lagune
- Wajima Morgenmarkt

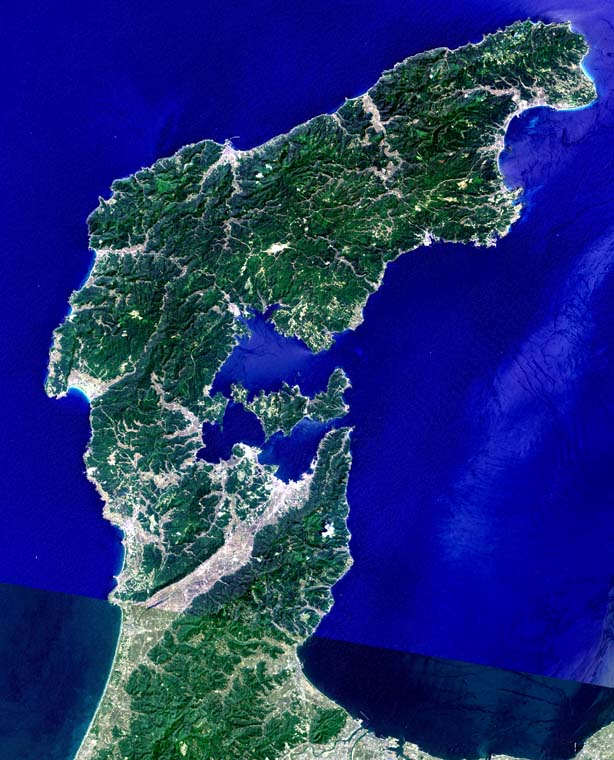
Noto
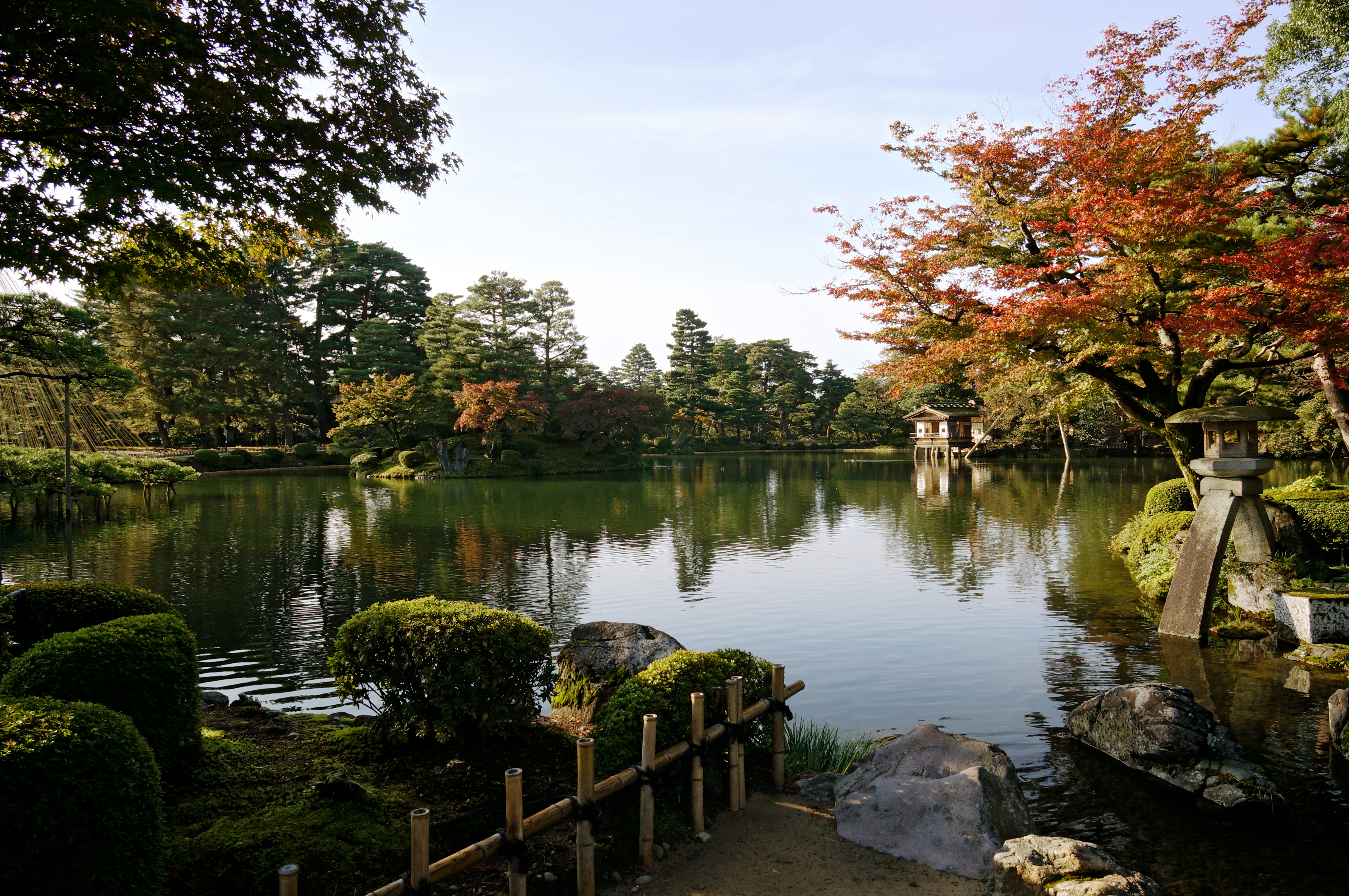
Kenrokuen
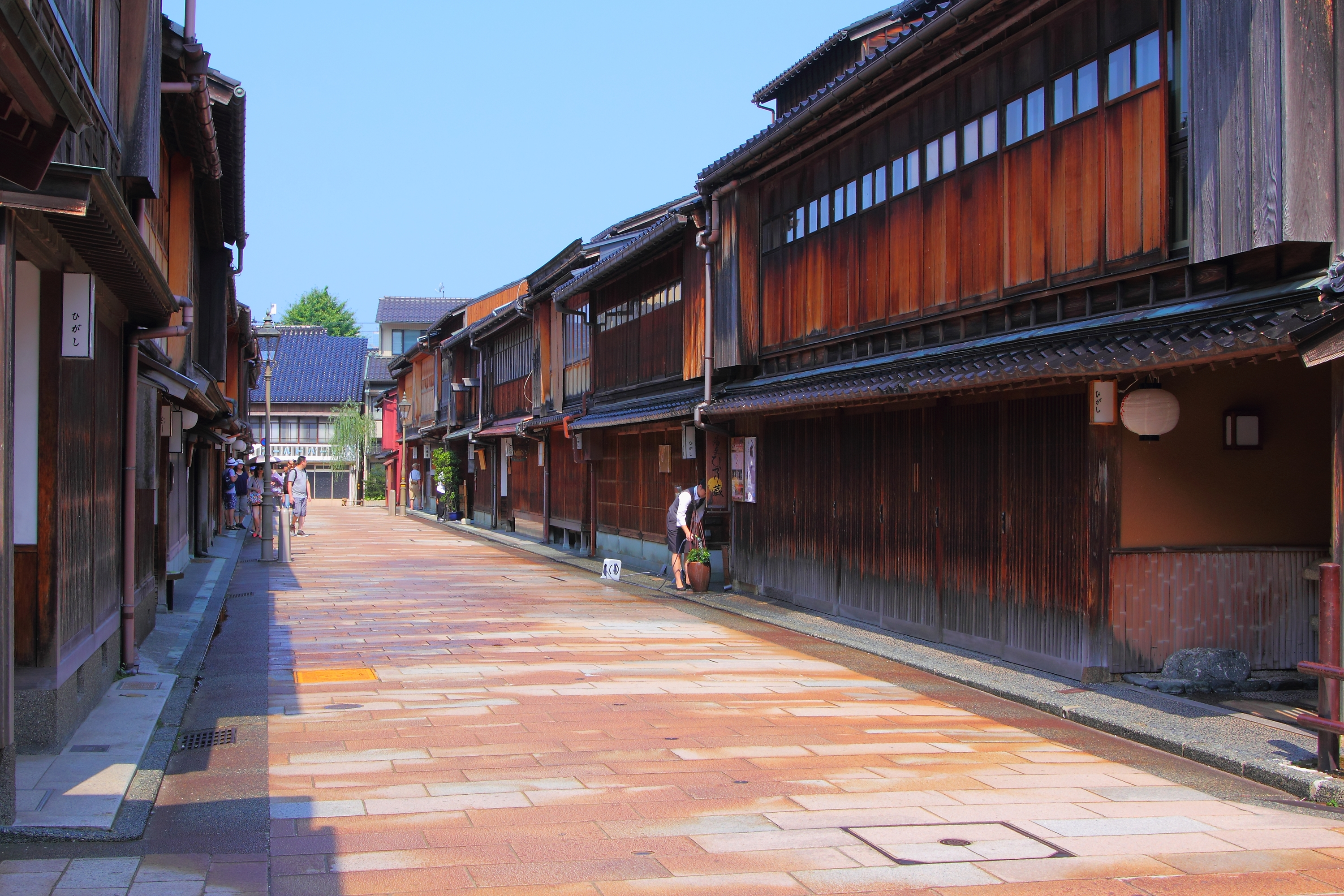
Higashiyama Chaya

## Geschichte
Nach der Abschaffung des Feudalsystems in der Meiji-Restauration entstand die Präfektur Ishikawa 1871 in den antiken Provinzen Kaga, Noto, Echizen und Etchū aus mehreren Lehen (Han) bzw. daraus hervorgegangenen Präfekturen. Sie umfasste zeitweise Gebiete aus zwei weiteren heutigen Präfekturen: Die Präfektur Fukui wurde 1881 endgültig von Ishikawa getrennt, die Präfektur Toyama erst 1883.

## Politik
- KPJ: 1
- Mirai Ishikawa („Zukunft Ishikawa“; mit KDP, SDP): 6
- Sanseitō: 1
- Kōmeitō: 2
- LDP: 31

Gouverneur von Ishikawa ist seit 2022 der ehemalige Nationalparlamentsabgeordnete beider Kammern, Kultusminister und Profiwrestler Hiroshi Hase. Bei der Gouverneurswahl am 13. März 2022 war seit 1994 amtierende Vorgänger Masanori Tanimoto nach sieben Amtszeiten nicht mehr angetreten. Erstmals in Jahrzehnten kam es dabei zu einer Spaltung des konservativen Lagers. Hase setzte sich mit Unterstützung der Nippon Ishin no Kai und aus der LDP Ishikawa mit 34,1 % der Stimmen gegen den ehemaligen Bürgermeister der Hauptstadt Kanazawa Yukiyoshi Yamano (ex-LDP; 32,7 %), den ehemaligen Rätehausabgeordneten Shūji Yamada (KDP Ishikawa, LDP Ishikawa; 29,9 %) und zwei weitere Kandidaten durch. Die Wahlbeteiligung stieg um über 20 Prozentpunkte auf 61,8 %, den höchsten Wert seit Tanimotos erster Wahl 1994.
Im Präfekturparlament hält die Liberaldemokratische Partei (LDP) auch nach den Wahlen im April 2023 mit 30 der 41 Sitze eine absolute Mehrheit.
Im nationalen Parlament ist Ishikawa im Unterhaus durch drei direkt gewählte Abgeordnete vertreten und ist Teil des Verhältniswahlblocks Hokuriku-Shin’etsu. Ins Oberhaus wählt die Präfektur einen Abgeordneten pro Teilwahl. Nach den Wahlen von 2019, 2022, 2024 und seitherigen Änderungen sind die Vertreter Ishikawas (Stand: November 2024):
- im Unterhaus
  - für den Wahlkreis 1, der nur die Präfekturhauptstadt Kanazawa umfasst, Takuo Komori (LDP, 2. Amtszeit), ehemaliger Beamter im Finanzministerium, der 2021 Hiroshi Hase ablöste,
  - für den Wahlkreis 2, der den Süden Ishikawas umfasst, Hajime Sasaki (LDP, 5. Amtszeit), 2019 bis 2020 parlamentarischer MLIT-Staatssekretär,
  - für den Wahlkreis 3 im Norden Kazuya Kondō (KDP, 4. Amtszeit), der den Mehrheitswahlsitz 2024 zum zweiten Mal nach 2009 gewann, sowie
- im Oberhaus
  - bis 2028 Naoki Okada (LDP, 3. Amtszeit), 2022 bis 2023 Minister für Okinawa & Nördliche Territorien im Kabinett Kishida, und
  - bis 2025 Shūji Miyamoto (LDP, 3. Amtszeit), vorheriger Abgeordneter im Verhältniswahlwahlkreis, der sich bei der Nachwahl im April 2022 mit Zweidrittelmehrheit gegen drei weitere Kandidaten für Shūji Yamadas Sitz durchsetzte.[11][12]

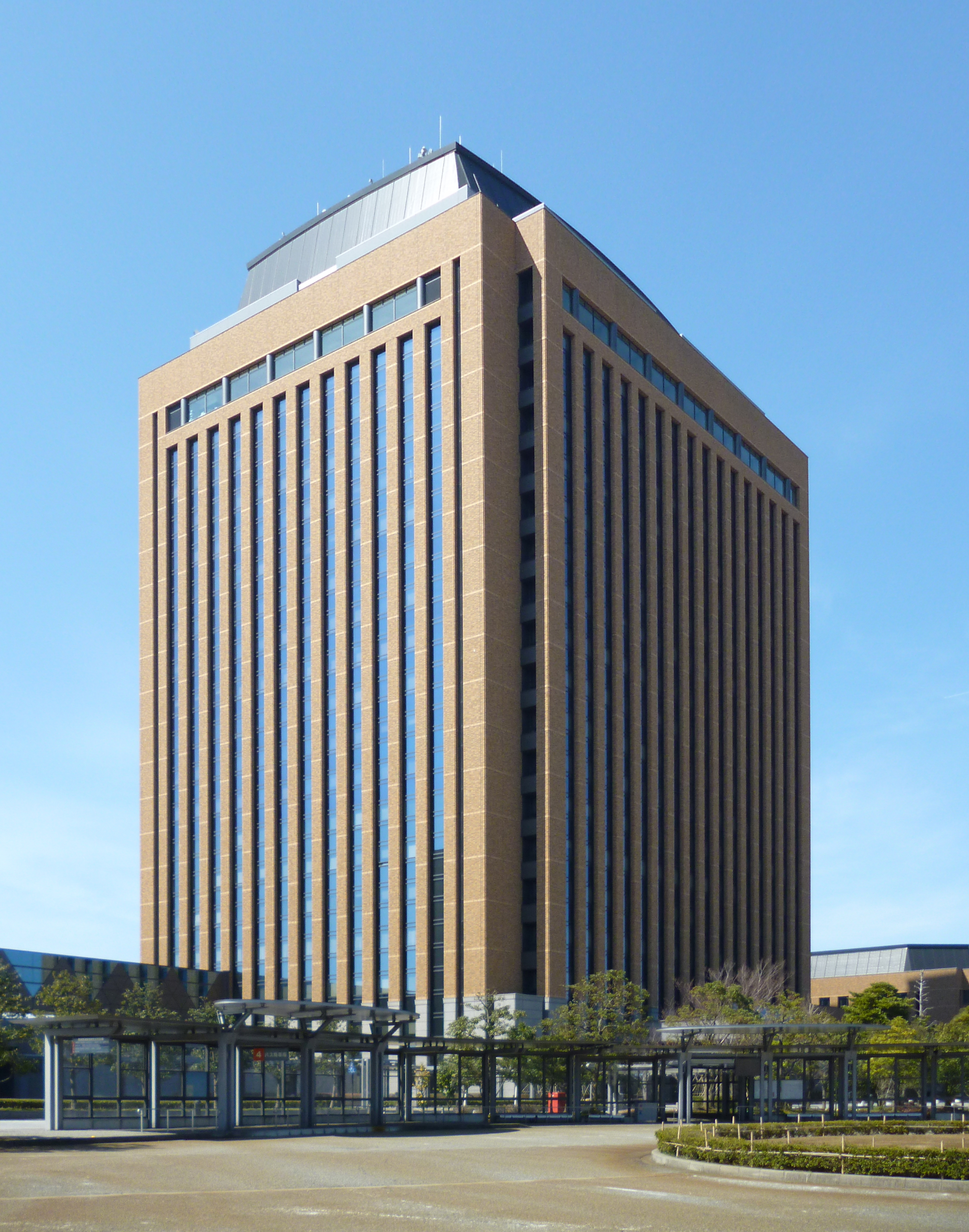
Das 2002 fertiggestellte Hauptgebäude der Präfekturverwaltung im Stadtteil Kuratsuki von Kanazawa
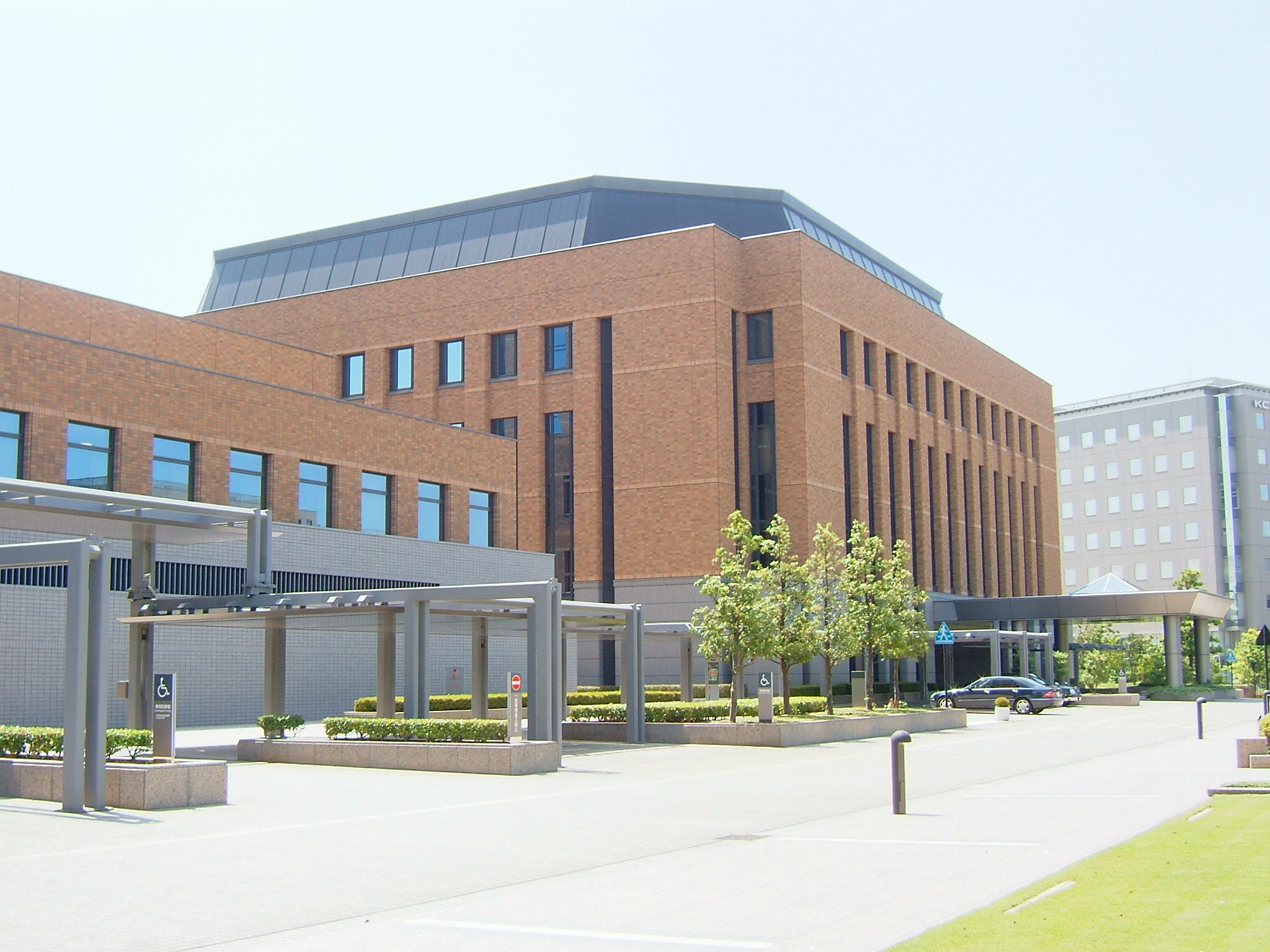
Das Parlamentsgebäude im gleichen Gebäudekomplex

## Verwaltungsgliederung
Bei der Einführung der heutigen Gemeindeformen 1889 wurde Ishikawa in 274 Gemeinden eingeteilt, darunter als erste und zunächst einzige kreisfreie Stadt die Stadt Kanazawa. Im April 1996 wurde damit der Sitz der Präfekturverwaltung auch eine „Kernstadt“.

Die Zahl der Gemeinden sank in fast 100 Jahren von 221 (1920), über 72 (1955) und 43 (1960) auf derzeit (seit 2011) 19. Elf kreisfreie (-shi) und acht kreisangehörige Städte (6 -machi / 2 -chō) weist die aktuelle Gliederung auf. Mit der Eingliederung des Dorfes Yanagida (-mura) in die kreisangehörige Stadt Noto (-chō) verschwand im März 2005 das letzte Dorf in der Präfektur. Die Zahl der Landkreise (-gun) sank seit 1889 bis heute von acht auf fünf.
In nachstehender Tabelle sind die Landkreise (郡, -gun) kursiv dargestellt, darunter jeweils (eingerückt) die Kleinstädte (町, -chō/-machi) innerhalb dieser. Eine Abhängigkeit zwischen Landkreis und Kleinstadt ist auch an den ersten drei Stellen des Codes (1. Spalte) ersichtlich. Am Anfang der Tabelle stehen die kreisfreien Städte (市, -shi).
| Code                                            | Name                              | Name       | Fläche (in km²)  | Bevölkerung      | Bevölkerungs- dichte (Ew./km²)3 |         |
| Code                                            | Rōmaji                            | Kanji      | 1. Oktober 20171 | 1. Oktober 20182 | 1. Oktober 20153                |         |
| ----------------------------------------------- | --------------------------------- | ---------- | ---------------- | ---------------- | ------------------------------- | ------- |
| 17201                                           | Kanazawa-shi                      | 金沢市     | 468,64           | 465.325          | 465.699                         | 993,72  |
| 17202                                           | Nanao-shi                         | 七尾市     | 318,29           | 52.914           | 55.325                          | 173,82  |
| 17203                                           | Komatsu-shi                       | 小松市     | 371,05           | 107.014          | 106.919                         | 288,15  |
| 17204                                           | Wajima-shi                        | 輪島市     | 426,32           | 25.505           | 27.216                          | 63,84   |
| 17205                                           | Suzu-shi                          | 珠洲市     | 247,2            | 13.489           | 14.625                          | 59,16   |
| 17206                                           | Kaga-shi                          | 加賀市     | 305,87           | 65.009           | 67.186                          | 219,66  |
| 17207                                           | Hakui-shi                         | 羽咋市     | 81,85            | 20.837           | 21.729                          | 265,47  |
| 17209                                           | Kahoku-shi                        | かほく市   | 64,44            | 34.572           | 34.219                          | 531,02  |
| 17210                                           | Hakusan-shi                       | 白山市     | 754,93           | 110.197          | 109.287                         | 144,76  |
| 17211                                           | Nomi-shi                          | 能美市     | 84,14            | 49.166           | 48.881                          | 580,95  |
| 17212                                           | Nonoichi-shi                      | 野々市市   | 13,56            | 56.045           | 55.099                          | 4063,35 |
| 17320                                           | Nomi-gun                          | 能美郡     | 14,64            | 6323             | 6347                            | 433,54  |
| 17324                                           | Kawakita-machi                    | 川北町     | 14,64            | 6323             | 6347                            | 433,54  |
| 17360                                           | Kahoku-gun                        | 河北郡     | 130,92           | 63.563           | 63.955                          | 488,5   |
| 17361                                           | Tsubata-machi                     | 津幡町     | 110,59           | 36.799           | 36.968                          | 334,28  |
| 17365                                           | Uchinada-machi                    | 内灘町     | 20,33            | 26.764           | 26.987                          | 1327,45 |
| 17380                                           | Hakui-gun                         | 羽咋郡     | 358,29           | 31.723           | 33.596                          | 93,77   |
| 17384                                           | Shika-machi                       | 志賀町     | 246,76           | 19.212           | 20.422                          | 82,76   |
| 17386                                           | Hōdatsushimizu-chō                | 宝達志水町 | 111,52           | 12.511           | 13.174                          | 118,13  |
| 17400                                           | Kashima-gun                       | 鹿島郡     | 89,45            | 16.929           | 17.571                          | 196,43  |
| 17407                                           | Nakanoto-machi                    | 中能登町   | 89,45            | 16.929           | 17.571                          | 196,43  |
| 17460                                           | Hōsu-gun                          | 鳳珠郡     | 456,47           | 24.354           | 26.354                          | 57,73   |
| 17461                                           | Anamizu-machi                     | 穴水町     | 183,21           | 8119             | 8786                            | 47,96   |
| 17463                                           | Noto-chō                          | 能登町     | 273,27           | 16.235           | 17.568                          | 64,29   |
|                                                 |                                   |            |                  |                  |                                 |         |
| Shi-bu (All Shi, Anteil der kreisfreien Städte) | 市 部                             | 3136,28    | 1.000.073        | 1.006.185        | 320,82                          |         |
| Gun-bu (All Gun, Anteil der Landkreise)         | 郡 部                             | 1049,77    | 142.892          | 147.823          | 140,81                          |         |
|                                                 |                                   |            |                  |                  |                                 |         |
| 17000                                           | Ishikawa-Ken (Präfektur Ishikawa) | 石川県     | 4186,05          | 1.142.965        | 1.154.008                       | 275,68  |

1 Flächenangaben von 2017

2 Geschätzte Bevölkerung (Estimated Population) 2018

3 Ergebnisse der Volkszählung 2015

## Größte Orte
| VZ-Jahr            | Einwohner | Einwohner | Einwohner | Einwohner |
| VZ-Jahr            | 2015      | 2010      | 2005      | 2000      |
| ------------------ | --------- | --------- | --------- | --------- |
| Kanazawa-shi       | 465.699   | 462.361   | 454.607   | 456.438   |
| Hakusan.shi        | 109.287   | 110.459   | 109.450   | ——        |
| Komatsu-shi        | 106.919   | 108.433   | 109.084   | 108.622   |
| Kaga-shi           | 67.186    | 71.887    | 74.982    | 68.368    |
| Nanao-shi          | 55.325    | 57.900    | 61.871    | 47.351    |
| Nonoichi-shi       | 55.099    | ——        | ——        | ——        |
| Nomi-shi           | 48.881    | 48.680    | 47.207    | ——        |
| Tsubata-machi      | 36.968    | 36.940    | 35.712    | 34.304    |
| Kahoku-shi         | 34.219    | 34.651    | 34.847    | ——        |
| Wajima-shi         | 27.216    | 29.858    | 25.301    | 26.381    |
| Uchinada-machi     | 26.987    | 26.927    | 26.896    | 26.560    |
| Hakui-shi          | 21.729    | 23.032    | 24.517    | 25.541    |
| Shika-machi        | 20.422    | 22.216    | 23.790    | 15.681    |
| Nakanoto-machi     | 17.571    | 18.535    | 18.959    | ——        |
| Noto-chō           | 17.568    | 19.565    | 21.792    | 11.433    |
| Suzu-shi           | 14.625    | 16.300    | 18.050    | 19.852    |
| Hodatsushimizu-chō | 13.174    | 14.277    | 15.236    | ——        |
| Mattō-shi          | ——        | ——        | ——        | 65.370    |

- 1. März 2004 – Drei Gemeinden bilden die kreisfreie Stadt Kahoku.
- 1. Februar 2005 – Die kreisfreie Stadt Matto und sieben weitere Gemeinden bilden die kreisfreie Stadt Hakusan.
- 1. Februar 2005 – Drei Gemeinden bilden die kreisfreie Stadt Nomi.
- 1. März 2005 – Die kreisangehörige Stadt Hodatsushimizu wird aus zwei Gemeinden gebildet.
- 1. März 2005 – Die kreisangehörige Stadt Nakanoto wird aus drei Gemeinden gebildet.
- 1. November 2011 – Die kreisangehörige Stadt Nonoichi wird zur kreisfreien Stadt erhoben.

## Bevölkerungsentwicklung der Präfektur
| Census- Jahr | Gesamt- Bevölkerung | männliche Bevölkerung | weibliche Bevölkerung | Geschlechter- verhältnis Männer auf 1000 Frauen | Fläche in km² | Bevölkerungs- dichte Einw. je km2 |
| ------------ | ------------------- | --------------------- | --------------------- | ----------------------------------------------- | ------------- | --------------------------------- |
| 1920         | 747.360             | 364.375               | 382.985               | 951                                             | 4197,51       | 178,1                             |
| 1925         | 750.854             | 365.597               | 385.257               | 949                                             | 4197,51       | 178,9                             |
| 1930         | 756.835             | 368.402               | 388.433               | 948                                             | 4197,51       | 180,3                             |
| 1935         | 768.416             | 370.907               | 397.509               | 933                                             | 4192,42       | 183,3                             |
| 1940         | 757.676             | 363.922               | 393.754               | 924                                             | 4192,42       | 180,7                             |
| 1945         | 887.510             | 405.264               | 482.246               | 840                                             | 4192,42       | 211,7                             |
| 1950         | 957.279             | 460.859               | 496.420               | 928                                             | 4195,75       | 228,2                             |
| 1955         | 966.187             | 463.477               | 502.710               | 922                                             | 4193,92       | 230,4                             |
| 1960         | 973.418             | 464.889               | 508.529               | 914                                             | 4193,92       | 232,1                             |
| 1965         | 980.499             | 468.518               | 511.981               | 915                                             | 4194,54       | 233,8                             |
| 1970         | 1.002.420           | 480.380               | 522.040               | 920                                             | 4195,27       | 238,9                             |
| 1975         | 1.069.872           | 518.594               | 551.278               | 941                                             | 4196,08       | 255,0                             |
| 1980         | 1.119.304           | 542.782               | 576.522               | 942                                             | 4196,82       | 266,7                             |
| 1985         | 1.152.325           | 557.664               | 594.661               | 938                                             | 4197,39       | 274,5                             |
| 1990         | 1.164.628           | 562.684               | 601.944               | 935                                             | 4184,56       | 278,3                             |
| 1995         | 1.180.068           | 570.835               | 609.233               | 937                                             | 4184,83       | 282,0                             |
| 2000         | 1.180.977           | 572.244               | 608.733               | 940                                             | 4185,22       | 282,2                             |
| 2005         | 1.174.026           | 567.060               | 606.966               | 934                                             | 4185,46       | 280,5                             |
| 2010         | 1.169.788           | 564.972               | 604.816               | 934                                             | 4185,66       | 279,5                             |
| 2015         | 1.154.008           | 558.589               | 595.419               | 938                                             | 4186,09       | 275,7                             |